# Verklista för John Williams
Lista över musikaliska verk av John Williams (f. 1932)

## Filmmusik
Följande lista innehåller ett urval filmer för vilka John Williams skrev filmmusiken och/eller sångerna.

### 1950-talet
| År   | Originaltitel   | Svensk titel | Regissör  | Filmstudio                           | Noteringar                                            |
| ---- | --------------- | ------------ | --------- | ------------------------------------ | ----------------------------------------------------- |
| 1954 | You Are Welcome |              | ?         | Tourist Development for Newfoundland | PR-film för turistinformationskontoret i Newfoundland |
| 1958 | Daddy-O         |              | Lou Place | American International Pictures      | John Williams långfilmsdebut som kompositör           |

### 1960-talet
| År   | Originaltitel                    | Svensk titel                   | Regissör                     | Filmstudio                | Noteringar                                               |
| ---- | -------------------------------- | ------------------------------ | ---------------------------- | ------------------------- | -------------------------------------------------------- |
| 1960 | I Passed for White               |                                | Fred M. Wilcox               | Allied Artists Pictures   |                                                          |
| 1960 | Because They're Young            |                                | Paul Wendkos                 | Columbia Pictures         |                                                          |
| 1961 | The Secret Ways                  | Hemliga vägar                  | Phil Karlson Richard Widmark | Universal Pictures        |                                                          |
| 1962 | Bachelor Flat                    |                                | Frank Tashlin Budd Grossman  | 20th Century Fox          |                                                          |
| 1963 | Diamond Head                     |                                | Guy Green                    | Columbia Pictures         |                                                          |
| 1963 | Gidget Goes to Rome              |                                | Paul Wendkos                 | Columbia Pictures         |                                                          |
| 1964 | The Killers                      | Bödlarna                       | Don Siegel                   | Universal Pictures        |                                                          |
| 1965 | None but the Brave               | Endast de tappra               | Frank Sinatra                | Warner Bros. Pictures     |                                                          |
| 1965 | John Goldfarb, Please Come Home! |                                | J. Lee Thompson              | 20th Century Fox          |                                                          |
| 1966 | The Rare Breed                   | Rancho River                   | Andrew V. McLaglen           | Universal Pictures        |                                                          |
| 1966 | How to Steal a Million           | Hur man stjäl en miljon        | William Wyler                | 20th Century Fox          |                                                          |
| 1966 | The Plainsman                    |                                | David Lowell Rich            | Universal Pictures        |                                                          |
| 1966 | Not with My Wife, You Don't!     | Aldrig med min fru             | Norman Panama                | Warner Bros. Pictures     |                                                          |
| 1966 | Penelope                         | Penelope... min tjuvaktiga fru | Arthur Hiller                | Metro-Goldwyn-Mayer       |                                                          |
| 1967 | A Guide for the Married Man      | Guide för gifta män            | Gene Kelly                   | 20th Century Fox          |                                                          |
| 1967 | Valley of the Dolls              | Dockornas dal                  | Mark Robson                  | 20th Century Fox          | Oscarnominerad (sånger skrivna av André och Dory Previn) |
| 1967 | Fitzwilly                        |                                | Delbert Mann                 | United Artists            |                                                          |
| 1967 | Heidi                            |                                | Delbert Mann                 | NBC                       | TV-film                                                  |
| 1969 | Daddy's Gone A-Hunting           | Mannen med katt-boxen          | Mark Robson                  | National General Pictures |                                                          |
| 1969 | Goodbye, Mr. Chips               | Adjö, Mr. Chips                | Herbert Ross                 | Metro-Goldwyn-Mayer       | Oscarnominerad                                           |
| 1969 | The Reivers                      | Leva rövare                    | Mark Rydell                  | National General Pictures | Oscarnominerad                                           |

### 1970-talet
| År   | Originaltitel                      | Svensk titel                     | Regissör            | Filmstudio                           | Noteringar                                                                                                 |
| ---- | ---------------------------------- | -------------------------------- | ------------------- | ------------------------------------ | --- |
| 1970 | Storia di una donna                | Farligt återseende               | Leonardo Bercovici  | Universal Pictures                   | Hans enda filmmusik för en film gjord utanför USA                                                          |
| 1970 | Jane Eyre                          |                                  | Delbert Mann        | NBC                                  | TV-film |
| 1971 | Fiddler on the Roof                | Spelman på taket                 | Norman Jewison      | United Artists                       | Oscar-vinnare (filmmusikadaptation)                                                                        |
| 1972 | The Cowboys                        |                                  | Mark Rydell         | Warner Bros. Pictures                | |
| 1972 | The Screaming Woman                | Levande begravd                  | Jack Smight         | Universal Television ABC             | TV-film |
| 1972 | Images                             | Schizo – den kluvna verkligheten | Robert Altman       | Columbia Pictures                    | Oscar-nominerad                                                                                            |
| 1972 | The Poseidon Adventure             | SOS Poseidon                     | Ronald Neame        | 20th Century Fox                     | Golden Globe- och Oscar-nominerad                                                                          |
| 1972 | Pete 'n' Tillie                    | Varning! Äktenskap pågår!        | Martin Ritt         | Universal Pictures                   | |
| 1973 | The Long Goodbye                   | Långt farväl                     | Robert Altman       | United Artists                       | Även titelsång (med with Johnny Mercer)                                                                    |
| 1973 | Tom Sawyer                         | Tom Sawyers äventyr              | Don Taylor          | United Artists                       | Golden Globe- och Oscar-nomineringar delat med Robert B. Sherman och Richard M. Sherman                    |
| 1973 | The Man Who Loved Cat Dancing      | Flykten genom vildmarken'        | Richard C. Sarafian | Metro-Goldwyn-Mayer                  | |
| 1973 | The Paper Chase                    | Paper Chase – betygsjakten       | James Bridges       | 20th Century Fox                     | |
| 1973 | Cinderella Liberty                 | Sjömannen och gatflickan         | Mark Rydell         | 20th Century Fox                     | Golden Globe- och Oscar-nomineringar                                                                       |
| 1974 | Conrack                            |                                  | Martin Ritt         | 20th Century Fox                     | |
| 1974 | The Sugarland Express              | Tjejen som spelade högt          | Steven Spielberg    | Universal Pictures                   | Den första av många samarbeten med Steven Spielberg. Även den engelska titeln är vanligt använd i Sverige. |
| 1974 | Earthquake                         | Jordbävningen                    | Mark Robson         | Universal Pictures                   | Golden Globe-nominerad                                                                                     |
| 1974 | The Towering Inferno               | Skyskrapan brinner!              | John Guillerman     | 20th Century Fox                     | Oscar-nominerad                                                                                            |
| 1975 | The Eiger Sanction                 | Licens att döda                  | Clint Eastwood      | Universal Pictures                   | |
| 1975 | Jaws                               | Hajen                            | Steven Spielberg    | Universal Pictures                   | Grammy-, Golden Globe-, BAFTA- och Oscar-vinnare                                                           |
| 1976 | Family Plot                        | Arvet                            | Alfred Hitchcock    | Universal Pictures                   | |
| 1976 | The Missouri Breaks                |                                  | Arthur Penn         | United Artists                       | |
| 1976 | Midway                             |                                  | Jack Smight         | Universal Pictures                   | |
| 1977 | Black Sunday                       | Svart söndag                     | John Frankenheimer  | Paramount Pictures                   | |
| 1977 | Star Wars Episode IV: A New Hope   | Stjärnornas krig                 | George Lucas        | 20th Century Fox                     | Oscar, Golden Globe, and BAFTA winner, 4 Grammy nominations including 3 wins                               |
| 1977 | Close Encounters of the Third Kind | Närkontakt av tredje graden      | Steven Spielberg    | Columbia Pictures                    | Golden Globe- och Oscar-nomineringar, två Grammy-vinster och ytterligare en nominering                     |
| 1978 | The Fury                           | Mardrömsjakten                   | Brian De Palma      | 20th Century Fox                     | |
| 1978 | Jaws 2                             | Hajen 2                          | Jeannot Szwarc      | Universal Pictures                   | |
| 1978 | Superman                           | Superman – The Movie             | Richard Donner      | Warner Bros. Pictures                | Golden Globe- och Oscar-nomineringar, två Grammy-vinster och ytterligare en nominering                     |
| 1979 | Dracula                            |                                  | John Badham         | Universal Pictures                   | |
| 1979 | 1941                               |                                  | Steven Spielberg    | Universal Pictures Columbia Pictures | |

### 1980-talet
| År   | Originaltitel                                | Svensk titel                          | Regissör              | Filmstudio                           | Noteringar |
| ---- | -------------------------------------------- | ------------------------------------- | --------------------- | ------------------------------------ | --- |
| 1980 | Star Wars Episode V: The Empire Strikes Back | Rymdimperiet slår tillbaka            | Irvin Kershner        | 20th Century Fox                     | Golden Globe- och Oscar-nomineringar, BAFTA-vinst, fem Grammy-nomineringar varav två vinster                         |
| 1981 | Raiders of the Lost Ark                      | Jakten på den försvunna skatten       | Steven Spielberg      | Paramount Pictures                   | Grammy-vinst, Oscar-nominering                                                                                       |
| 1981 | Heartbeeps                                   |                                       | Allan Arkush          | Universal Pictures                   | |
| 1982 | E.T. the Extra-Terrestrial                   |                                       | Steven Spielberg      | Universal Pictures                   | Golden Globe-, Oscar och BAFTA-vinster, fem Grammy-nomineringar varav tre vinster                                    |
| 1982 | Yes, Giorgio                                 |                                       | Franklin J. Schaffner | Metro-Goldwyn-Mayer                  | Endast sången "If We Were In Love". Oscar- och Golden Globe-nomineringar (musiken är komponerad av Michael J. Lewis) |
| 1982 | Monsignor                                    |                                       | Frank Perry           | 20th Century Fox                     | |
| 1983 | Star Wars Episode VI: Return of the Jedi     | Jedins återkomst                      | Richard Marquand      | 20th Century Fox                     | Grammy- och Oscar-nomineringar                                                                                       |
| 1984 | Indiana Jones and the Temple of Doom         | Indiana Jones och de fördömdas tempel | Steven Spielberg      | Paramount Pictures                   | Oscar-nominering |
| 1984 | The River                                    | Floden                                | Mark Rydell           | Universal Pictures                   | Golden Globe- och Oscar-nomineringar                                                                                 |
| 1986 | SpaceCamp                                    |                                       | Harry Winer           | 20th Century Fox ABC Motion Pictures | |
| 1987 | The Witches of Eastwick                      | Häxorna i Eastwick                    | George Miller         | Warner Bros. Pictures                | Grammy- och Oscar-nomineringar                                                                                       |
| 1987 | Empire of the Sun                            | Solens rike                           | Steven Spielberg      | Warner Bros. Pictures                | Grammy-, Golden Globe- och Oscar-nomineringar, BAFTA-vinst                                                           |
| 1987 | Superman IV: The Quest for Peace             | Stålmannen i kamp för freden          | Sidney J. Furie       | Warner Bros. Pictures                | Adapterad och dirigerad av Alexander Courage, tre nya ledmotiv                                                       |
| 1988 | The Accidental Tourist                       | Den tillfällige turisten              | Lawrence Kasdan       | Warner Bros. Pictures                | Golden Globe- och Oscar-nomineringar                                                                                 |
| 1989 | Indiana Jones and the Last Crusade           | Indiana Jones och det sista korståget | Steven Spielberg      | Paramount Pictures                   | Grammy- och Oscar-nomineringar                                                                                       |
| 1989 | Born on the Fourth of July                   | Född den fjärde juli                  | Oliver Stone          | Universal Pictures                   | Grammy-, Golden Globe- och Oscar-nomineringar                                                                        |
| 1989 | Always                                       |                                       | Steven Spielberg      | Universal Pictures                   | |

### 1990-talet
| År   | Originaltitel                           | Svensk titel                          | Regissör            | Filmstudio            | Noteringar                                         |
| ---- | --------------------------------------- | ------------------------------------- | ------------------- | --------------------- | -------------------------------------------------- |
| 1990 | Stanley & Iris                          |                                       | Martin Ritt         | Metro-Goldwyn-Mayer   |                                                    |
| 1990 | Presumed Innocent                       | Misstänkt för mord                    | Alan J. Pakula      | Warner Bros. Pictures |                                                    |
| 1990 | Home Alone                              | Ensam hemma                           | Chris Columbus      | 20th Century Fox      | Grammy- och två Oscar-nomineringar                 |
| 1991 | Hook                                    |                                       | Steven Spielberg    | TriStar Pictures      | Oscar- och två Grammy-nomineringar                 |
| 1991 | JFK                                     |                                       | Oliver Stone        | Warner Bros. Pictures | Oscar-nominering                                   |
| 1992 | Far and Away                            | Drömmarnas horisont                   | Ron Howard          | Universal Pictures    |                                                    |
| 1992 | Home Alone 2: Lost in New York          | Ensam hemma 2 - vilse i New York      | Chris Columbus      | 20th Century Fox      |                                                    |
| 1993 | Jurassic Park                           |                                       | Steven Spielberg    | Universal Pictures    | Grammy-nominering                                  |
| 1993 | Schindler's List                        |                                       | Steven Spielberg    | Universal Pictures    | Golden Globe-, Oscar-, Grammy- och BAFTA-vinster   |
| 1995 | Sabrina                                 |                                       | Sydney Pollack      | Paramount Pictures    | Grammy-, Golden Globe- och två Oscar-nomineringar  |
| 1995 | Nixon                                   |                                       | Oliver Stone        | Hollywood Pictures    | Oscar-nominering                                   |
| 1996 | Sleepers                                |                                       | Barry Levinson      | Warner Bros. Pictures | Oscar-nominering                                   |
| 1997 | Rosewood                                |                                       | John Singleton      | Warner Bros. Pictures |                                                    |
| 1997 | The Lost World: Jurassic Park           |                                       | Steven Spielberg    | Universal Pictures    | Grammy-nominering                                  |
| 1997 | Seven Years in Tibet                    | Sju år i Tibet                        | Jean-Jacques Annaud | TriStar Pictures      | Grammy- och Golden Globe-nomineringar              |
| 1997 | Amistad                                 |                                       | Steven Spielberg    | DreamWorks Pictures   | Grammy- och Oscar-nomineringar                     |
| 1998 | Saving Private Ryan                     | Rädda menige Ryan                     | Steven Spielberg    | DreamWorks Pictures   | Golden Globe-, Grammy- och Oscar-nomineringar      |
| 1998 | Stepmom                                 | Vid din sida                          | Chris Columbus      | Columbia Pictures     |                                                    |
| 1999 | Star Wars Episode I: The Phantom Menace | Star Wars: Episod I – Det mörka hotet | George Lucas        | 20th Century Fox      | Grammy-nominering                                  |
| 1999 | Angela's Ashes                          | Ängeln på sjunde trappsteget          | Alan Parker         | Paramount Pictures    | Grammy-vinst, Golden Globe- och Oscar-nomineringar |

### 2000-talet
| År   | Originaltitel                                      | Svensk titel                               | Regissör         | Filmstudio            | Noteringar |
| ---- | -------------------------------------------------- | ------------------------------------------ | ---------------- | --------------------- | --- |
| 2000 | The Patriot                                        | Patrioten                                  | Roland Emmerich  | Columbia Pictures     | Oscar-nominering |
| 2001 | A.I.: Artificial Intelligence                      | A.I. - Artificiell Intelligens             | Steven Spielberg | DreamWorks Pictures   | Golden Globe-, Grammy- och Oscar-nomineringar |
| 2001 | Harry Potter and the Philosopher's Stone           | Harry Potter och de vises sten             | Chris Columbus   | Warner Bros. Pictures | Oscar- och två Grammy-nomineringar |
| 2002 | Star Wars Episode II: Attack of the Clones         | Star Wars: Episod II - Klonerna anfaller   | George Lucas     | 20th Century Fox      | |
| 2002 | Minority Report                                    |                                            | Steven Spielberg | DreamWorks Pictures   | |
| 2002 | Harry Potter and the Chamber of Secrets            | Harry Potter och Hemligheternas kammare    | Chris Columbus   | Warner Bros. Pictures | Grammy-nominering, adapterad och dirigerad av William Ross |
| 2002 | Catch Me If You Can                                |                                            | Steven Spielberg | DreamWorks Pictures   | Grammy- och Oscar-nomineringar |
| 2004 | Harry Potter and the Prisoner of Azkaban           | Harry Potter och fången från Azkaban       | Alfonso Cuarón   | Warner Bros. Pictures | Grammy- och Oscar-nomineringar |
| 2004 | The Terminal                                       |                                            | Steven Spielberg | DreamWorks Pictures   | |
| 2005 | Star Wars Episode III: Revenge of the Sith         | Star Wars: Episod III - Mörkrets hämnd     | George Lucas     | 20th Century Fox      | Två Grammy-nomineringar |
| 2005 | War of the Worlds                                  | Världarnas krig                            | Steven Spielberg | Paramount Pictures    | Grammy-nominering |
| 2005 | Memoirs of a Geisha                                | En geishas memoarer                        | Rob Marshall     | Columbia Pictures     | Oscar-nominering, Golden Globe- och BAFTA-vinster, två Grammy-nomineringar varav en vinst. |
| 2005 | Munich                                             | München                                    | Steven Spielberg | DreamWorks Pictures   | Oscar-nominering, Grammy-vinst för bästa instrumentala komposition, och Grammy-nominering för bästa filmmusikalbum                                                                                      |
| 2008 | Indiana Jones and the Kingdom of the Crystal Skull | Indiana Jones och Kristalldödskallens rike | Steven Spielberg | Paramount Pictures    | Vid den 51:a Oscar-galan vann John Williams ett pris för ledmotivet "The Adventures of Mutt", med en nominering i kategorin bästa filmmusikalbum för en film, tv-produktion eller annat visuellt medium |

### 2010-talet
| År   | Originaltitel                    | Svensk titel                            | Regissör         | Filmstudio                          | Noteringar |
| ---- | -------------------------------- | --------------------------------------- | ---------------- | ----------------------------------- | --- |
| 2011 | The Adventures of Tintin         | Tintins äventyr: Enhörningens hemlighet | Steven Spielberg | Paramount Pictures                  | Grammy- och Oscar-nomineringar, Annie Award-vinst. Williams första filmmusik för en animerad film.                                       |
| 2011 | War Horse                        |                                         | Steven Spielberg | DreamWorks Pictures                 | Oscar, Golden Globe och BAFTA-nomineringar                                                                                               |
| 2012 | Lincoln                          |                                         | Steven Spielberg | DreamWorks Pictures                 | Oscar-, Golden Globe-, BAFTA- och Grammy-nomineringar.                                                                                   |
| 2013 | The Book Thief                   | Boktjuven                               | Brian Percival   | 20th Century Fox                    | Oscar-, Golden Globe- och BAFTA-nomineringar. Grammy för bästa instrumentala komposition.                                                |
| 2015 | Star Wars: The Force Awakens     |                                         | J.J. Abrams      | Walt Disney Studios Motion Pictures | J.J. Abrams första teatrala film utan hans sedvanliga kompositör Michael Giacchino. John Williams första filmmusik för en Disney-film.   |
| 2016 | The BFG                          | Stora vänliga jätten                    | J.J. Abrams      | Walt Disney Studios Motion Pictures | |
| 2017 | Dear Basketball                  |                                         | Glen Keane       |                                     | Kortfilm |
| 2017 | Star Wars: The Last Jedi         |                                         | Rian Johnson     | Walt Disney Studios Motion Pictures | Oscar- och BAFTA-nomineringar. |
| 2017 | The Post                         |                                         | Steven Spielberg | 20th Century Fox                    | Golden Globe-nomineringar. |
| 2018 | Solo: A Star Wars Story          |                                         | Ron Howard       | Walt Disney Studios Motion Pictures | Krediterad för "Han Solo"-temalåten och original Star Wars-musik. Övrig musik komponerad och bearbetad av John Powell. Grammy-nominerad. |
| 2019 | Star Wars: The Rise of Skywalker |                                         | J.J. Abrams      | Walt Disney Studios Motion Pictures | Williams sista komponering av en Star Wars-film. Oscar-, Grammy- och BAFTA-nomineringar.                                                 |

### 2020-talet
| År   | Originaltitel                         | Svensk titel | Regissör         | Filmstudio                          | Noteringar                                                  |
| ---- | ------------------------------------- | ------------ | ---------------- | ----------------------------------- | ----------------------------------------------------------- |
| 2022 | The Fabelmans                         |              | Steven Spielberg | Universal Pictures                  |                                                             |
| 2023 | Indiana Jones and the Dial of Destiny |              | James Mangold    | Walt Disney Studios Motion Pictures | Filmen kommer bli Williams sista innan han pensionerar sig. |

## Olympiska spelen
Williams har skrivit musik till fyra Olympiska spel:
- "Olympic Fanfare and Theme" – Olympiska sommarspelen 1984 i Los Angeles
Skrevs specifikt till öppningsceremonin. Vid ett nysläpp 1996 ersattes den inledande trumpetfanfaren med "Bugler's Dream", som var ett olympiskt ledmotiv skriven av Leo Arnaud. Den inspelningen har sedan dess använts under tv-kanalen NBC:s bevakning av Olympiska spelen. Williams nominerades till en Grammy för bästa instrumentala komposition.
- "The Olympic Spirit" – Olympiska sommarspelen 1988, Seoul
Skriven på uppdrag av NBC Sports för dess bevakning av tävlingarna. Williams nominerades till en Grammy för bästa instrumentala komposition.
- "Summon the Heroes" – Olympiska sommarspelen 1996, Atlanta, Georgia
Skriven till de moderna Olympiska spelens hundraårsfirande. Spelades första gången den 19 juli 1996. Den sex minuter långa låten kännetecknas av alla dess blåinstrument. Förstetrumpetare i Boston Pops, Timothy Morrison, spelade det inledande solostycket på studioversionen. Låten har arrangerats för olika typer av ensembler, däribland blåsinstrumentensembler. Låtens ledmotiv har senare använts som intro och outro under reklamavbrott vid OS-sändningar på NBC.
- "Call of the Champions" – Olympiska vinterspelen 2002, Salt Lake City, Utah

## Ledmotiv för TV
- För NBC (USA):
  - NBC News – "The Mission"
    - NBC Nightly News
    - The Today Show
    - Meet the Press

  - NBC Sunday Night Football[6]
- Amazing Stories
- Checkmate
- Great Performances (ledmotivet)
- Gilligan's Island (säsong 1, ej ledmotivet)
- Land of the Giants
- Lost in Space
- Obi-Wan Kenobi
- The Time Tunnel
- The Tammy Grimes Show[7]

## Concerti
| Kompositionsår | Originaltitel                                              | Premiärdatum | Premiärartister                                                                                           | Noteringar |
| -------------- | ---------------------------------------------------------- | ------------ | --- | --- |
| 1969           | Concerto for Flute and Orchestra                           | 1981         | Leonard Slatkin/Saint Louis Symphony Orchestra – Saint Louis                                              | |
| 1976           | Concerto for Violin and Orchestra                          | 1981-01-29   | Leonard Slatkin/Saint Louis Symphony – Mark Peskanov, Violin – Saint Louis                                | Komponerad till minne av Williams första fru Barbara Ruick som dog 1974. Williams påbörjade arbetet strax efter hennes död och avslutade det 1976. |
| 1985           | Concerto for Tuba and Orchestra                            | 1985-05-08   | John Williams/Boston Pops – Chester Schimtz, Tuba – Boston                                                | Komponerad 1985 för Centennial of the Boston Pops                                                                                                  |
| 1991           | Concerto for Clarinet and Orchestra                        | 1991-04-13   | John Williams/Riverside County Philharmonic – Michele Zukovsky, Clarinet – Los Angeles                    | Komponerad 1991 för Michele Zukovsky, försteklarinettist i LA Philharmonic                                                                         |
| 1993           | Concerto for Bassoon and Orchestra (The Five Sacred Trees) | 1995-04-15   | Kurt Masur/New York Philharmonic – Judith LeClair, Basoon                                                 | Komponerad 1993 för 150-årsjubileet av the New York Philharmonic                                                                                   |
| 1994           | Concerto for Cello and Orchestra                           | 1994-07-07   | John Williams/Boston Symphony – Yo-Yo Ma, Cello – Tanglewood                                              | Komponerad 1994 för invigningen av Seiji Osawa Hall i Tanglewood i Massachusetts, USA                                                              |
| 1996           | Concerto for Trumpet and Orchestra                         | 1996-10      | Christoph von Dohnányi/Cleveland Orchestra – Michael Sachs på trumpet                                     | Komponerad 1996 för Michael Sachs, förstetrumpetare i Cleveland Orchestra                                                                          |
| 1997 rev. 2002 | Elegy for Cello and Piano                                  |              | Premiärspelad av John Williams på piano och John Waltz på cello. Senare arrangerad för cello och orkester | Komponerad 1997 till en minnesstund i Los Angeles. Baserad på ett sekundärledmotiv i Sju år i Tibet                                                |
| 2000           | TreeSong for Violin and Orchestra                          | 2000-07-08   | John Williams/Boston Symphony – Gil Shaham, Violin                                                        | Komponerad 2000 för Gil Shaham |
| 2001           | Heartwood: Lyric Sketches for Cello and Orchestra          | 2002-08-04   | John Williams/Boston Symphony – Yo-Yo Ma, Cello – Boston                                                  | Komponerad 2001 för Yo-Yo Ma |
| 2003           | Concerto for Horn and Orchestra                            | 2003-11-29   | John Williams/Chicago Symphony Orchestra – Dale Clevenger, Horn – Chicago                                 | Komponerad för Chicago Symphony Orchestra:s försteblåsinstrumentalist Dale Clevenger                                                               |
| 2007           | Duo Concertante for Violin and Viola                       | 2007-08-17   | John Williams/Boston Pops – Victor Romanul, Violin – Michael Zaretsky, Viola – Tanglewood                 | Komponerad för Michael Zaretsky |
| 2009           | Concerto for Viola and Orchestra                           | 2009-05-26   | John Williams/Boston Symphony – Boston                                                                    | Komponerad för Cathy Basrak. Ej släppt |
| 2009           | On Willows and Birches (Concerto for Harp and Orchestra)   | 2009-09-23   | John Williams/Boston Symphony – Boston                                                                    | Komponerad för Ann Hobson Pilot |
| 2011           | Concerto for Oboe and Orchestra                            | 2011-05-25   | John Williams/Boston Pops – Keisuke Wakao, Oboe – Boston                                                  | Komponerad för Keisuke Wakao |

## Kompositioner för firanden/högtider samt andra konsertverk
- "Prelude and Fugue for Orchestra" (1965). Premiärspelad av Los Angeles Neophonic Orchestra dirigerad av Stan Kenton. Kentons originalversion finns på albumet Stan Kenton Conducts the Los Angeles Neophonic Orchestra. En annan inspelning finns tillgänglig för nedladdning på United States Marine Band website.
- "Symphony #1" (1966). Premiärspelad av Houston Symphony under ledning av André Previn 1968. Williams omarbetade musikstycket 1988 (tänkt att framföras av San Francisco Symphony med Williams som gästdirigent i början av 1990-talet men inställt strax före framträdandet)
- "Sinfonietta for Wind Ensemble" (1968), beställd och första gången inspelad 1970 av Eastman Wind Ensemble under ledning av Donald Hunsberger.[9]
- Thomas and The King (musikal, 1975), premiärspelad i London. Inspelad 1981 av Original Cast.
- "Jubilee 350 Fanfare" (1980), premiärspelad av Boston Pops, dirigerad av Williams. Firade 350-årsjubileet av staden Boston.
- "Fanfare for a Festive Occasion" (1980), komponerad för Boston Civic Orchestra och dess dirigent Max Hobart, premiärspelad 14 november 1980.[10]
- "Liberty Fanfare" (1986), premiärspelad 4 juli 1986 av Boston Pops Esplanade Orchestra. Komponerad för att fira färdigställandet av restaureringen av Frihetsgudinnan i New York.
- "A Hymn to New England" (1987)
- "Fanfare for Michael Dukakis" (1988). Komponerad för Michael Dukakis presidentkanditatur och premiärspelades under det demokratiska partiets nationella konvent 1988.
- "For New York" (variationer av Leonard Bernsteins ledmotiv) (1988). Skriven för Leonard Bernsteins 70-årsfirande.
- "Celebrate Discovery" (1990). Skriven för 500-årsjubileet av Columbus ankomst i Amerika.
- "Aloft! To the Royal Masthead" (1992), komponerad för ett besök av Prins Philip, hertig av Edinburgh.
- "Sound the Bells!" (1993), komponerad till bröllopet mellan Crown Prince Naruhito och Crown Princess Masako.
- "Song for World Peace" (1994)
- "Variations on Happy Birthday" (1995)
- "American Journey" (1999). Vissa delar premiärspelades som ackompanjemang till en Steven Spielberg-film som en del av millenniefirandet i Washington DC, 31 december 1999.
- "Three Pieces for Solo Cello" (2001)
- "Soundings" (2003). Skriven för Walt Disney Concert Hall.
- "Star Spangled Banner" (2007). Specialarrangemang för spel 1 i 2007 års World Series i baseball. Inspelad av Boston Pops Orchestra.
- "A Timeless Call" (2008). Musik till Steven Spielbergs hyllningsfilm för krigsveteraner. Visades under den tredje dagen av demokraternas nationella konvent 2008.
- "Air and Simple Gifts". Framförd av Itzhak Perlman på fiol, Yo-Yo Ma på cello, Gabriela Montero på piano och Anthony McGill på klarinett. Inspelad för Barack Obamas presidentinstallation i januari 2009.
- "Viktor's Tale" (2010), för klarinett- och konsertband. Från "The Terminal".s
- "La Jolla Quartet: A Chamber Piece for Violin, Cello, Clarinet, and Harp" (2011). Premiärspelad i augusti 2011 vid La Jolla Music Society's SummerFest[11]
- "Fanfare for Fenway" (2012), premiärspelad i april 2012 som en del av Boston Red Soxs åminnelse av deras 100-årsjubileum i Fenway Park.[12]
- "Rounds" (2012), för sologitarr, komponerad för den spanska gitarristen Pablo Sáinz Villegas och premiärspelad i juni 2012 under Parkening International Guitar Competition i Malibu.[13]
- "Fanfare for 'The President's Own'" (2013), premiärspelad i maj 2013 för 215-årsjubileet av United States Marine Band.[14]
- "Conversations" (2013), ett fyrsatsverk för solopiano. De två första satserna premiärspelades av pianisten Gloria Cheng den 22 juli 2013 under Mendocino Music Festival in California. Hon premiärspelade hela arbetet i november under Piano Spheres series i Los Angeles.[15] En inspelning av "Conversations" släpptes den 10 februari 2015 som en del av Gloria Chengs soloalbum 'Montage'.[16]
- "Music for Brass" for Brass Ensemble and Percussion (2014), premiered on June 12 by the National Brass Ensemble.[17]
- "Scherzo for Piano and Orchestra" (2014), premiärspelad den 1 juli under Music in the Summer Air Festival i Peking, Kina, medverkade gjorde även pianisten Lang Lang.[18]